# (1077) Campanula
(1077) Campanula es un asteroide que forma parte del cinturón de asteroides y fue descubierto el 6 de octubre de 1926 por Karl Wilhelm Reinmuth desde el observatorio de Heidelberg-Königstuhl, Alemania.

## Designación y nombre
Campanula recibió al principio la designación de 1926 TK.
Más tarde se nombró por la Campanula, un género de plantas de la familia de las campanuláceas.

## Características orbitales
Campanula está situado a una distancia media de 2,392 ua del Sol, pudiendo alejarse hasta 2,866 ua y acercarse hasta 1,918 ua. Su inclinación orbital es 5,401° y la excentricidad 0,1983. Emplea 1351 días en completar una órbita alrededor del Sol.